# フルハウス (お笑いコンビ)
フルハウスは吉本興業に所属した日本のお笑いコンビ。主に福岡よしもとの劇場で活動していた。

## メンバー
河野 友哉（かわの ともや、1996年10月11日 - ）（28歳）
立ち位置は向かって左。
- 福岡県那珂川市出身。
- 身長172 cm、体重79 kg。血液型B型。
- 工作を得意としており、コントで使用する小道具などを作っている。
- 小学生から高校まで野球をやっていて、守備位置はファースト。

山田 流世（やまだ りゅうせい、1995年8月19日 - ）（29歳）
立ち位置は向かって右。
- 福岡県福岡市出身。
- 身長165 cm、体重68 kg。血液型A型。
- 福岡のグルメ情報を紹介する「うまだりゅうせい」のInstagramアカウントを運用している。
- 高校卒業後は建築会社に6年間勤め、現場監督の経験がある。

## 来歴
- NSC在学中の2020年、キングオブコントの予選をきっかけに結成。河野から、一番優しそうに思えた山田に声をかけた[6]。
- 2020年、M-1グランプリ1回戦でナイスアマチュア賞を獲得した[7]
- NSC福岡3期生卒業大ライブで13票中7票を獲得し、首席で卒業した[8]。
- 2025年4月14日をもって解散[9]。

## 芸風
コントと漫才の両方を演じ、手作りの小道具を使ったネタにも特徴がある。

## 出囃子
- T-Pistonz+KMC『スーパー立ち上がリーヨ!』

## 賞レース成績

### M-1グランプリ
| 年度（回）       | 結果      | エントリー No. | 会場                               | 日程     | 備考               |
| ---------------- | --------- | -------------- | ---------------------------------- | -------- | ------------------ |
| 2020年（第16回） | 1回戦敗退 | 3762           | よしもと福岡 大和証券／CONNECT劇場 | 10月4日  | ナイスアマチュア賞 |
| 2021年（第17回） | 2回戦進出 | 3934           | 雷5656会館ときわホール             | 10月18日 |                    |
| 2022年（第18回） | 2回戦進出 | 402            | 雷5656会館ときわホール             | 10月18日 |                    |
| 2023年（第19回） | 2回戦進出 | 5285           | 森ノ宮よしもと漫才劇場             | 10月19日 |                    |
| 2024年（第20回） | 2回戦進出 | 6579           | 雷5656会館ときわホール             | 10月21日 |                    |

### キングオブコント
| 年度（回）       | 結果      | 会場                               | 日程    | 備考                       |
| ---------------- | --------- | ---------------------------------- | ------- | -------------------------- |
| 2020年（第13回） | 1回戦敗退 | 福岡市科学館 サイエンスホール      | 7月13日 | 「キングドライ」として出場 |
| 2021年（第14回） | 1回戦敗退 | よしもと福岡 大和証券／CONNECT劇場 | 6月25日 |                            |
| 2022年（第15回） | 1回戦敗退 | よしもと福岡 大和証券／CONNECT劇場 | 6月25日 |                            |
| 2023年（第16回） | 2回戦進出 | タワーホール船堀                   | 8月1日  |                            |
| 2024年（第17回） | 2回戦進出 | きゅりあん 小ホール                | 8月1日  |                            |

### UNDER5 AWARD
| 年度（回）      | 結果      | 会場                      | 日程    | 備考 |
| --------------- | --------- | ------------------------- | ------- | ---- |
| 2023年（第1回） | 2回戦進出 | ヨシモト∞ドーム ステージⅠ | 5月30日 |      |
| 2024年（第2回） | 2回戦進出 | ヨシモト∞ドーム ステージⅠ | 4月23日 |      |

## ライブ

### 単独ライブ
- 3年目の単独ぐらい多めに来てよ（2023年7月17日、よしもと福岡ダイワファンドラップ劇場）[18]
- よんでみて（2024年8月9日、よしもと福岡 大和証券劇場）[19]

## 出演作品

### 舞台
- じぎょう浜一座『俺の街の話』（よしもと福岡 大和証券／CONNECT劇場、2021年10月15日・28日・29日）-河野[20]
- じぎょう浜一座特別公演『G. AGENCY』（よしもと福岡 大和証券／CONNECT劇場、2021年12月12日・24日）-山田[21]
- じぎょう浜一座特別公演『BENKEI』（よしもと福岡 大和証券／CONNECT劇場、2022年2月11日・23日）[22]
- PandAプロデュース公演『短編劇場』（甘棠館Show劇場、2023年5月24日・25日）[23]
- PandA本公演『15～結びの譜～』（アクロス福岡円形ホール、2023年6月13日 - 15日）-河野[24]
- 福吉座第6回公演『RUBBISH』（西鉄ホール、2024年3月30日 - 31日）-河野[25]

### TV
- 爆笑オンエアバトルF オンライン！（NHK総合／九州・沖縄地方）-2021年3月26日[26]
- 地元検証バラエティ 福岡くん。（福岡放送）-2021年5月30日[27]
- よしもと天神1丁目（RKB）-2021年9月23日[28]
- グルメドラフト2022 福岡最強のラーメンベスト5（TVQ九州放送）-2022年12月29日-山田[29]
- 地元検証バラエティ 福岡くん。（福岡放送）-2024年4月7日-山田[30]
- 地元検証バラエティ 福岡くん。（福岡放送）-2024年11月24日-山田[31]

### ラジオ
- 福岡よしもと ハナ金劇場（FM福岡）-2021年3月31日
- パオ～ン（KBCラジオ）-2021年9月29日,2023年3月27日

### その他
- 【すゑひろがりず】NSC福岡3期首席コンビが困惑"芸事の心得を若人に教ふの巻"（RKBオンライン）[32] -NSC福岡校卒業ライブの優勝特典として出演[33]。